# Буонавентура-Висконти (Катанцаро)
Буонавентура-Висконти је насеље у Италији у округу Катанцаро, региону Калабрија.
Према процени из 2011. у насељу је живело 208 становника. Насеље се налази на надморској висини од 599 м.